# Jewar
Jewar är en ort i Indien.   Den ligger i distriktet Gautam Buddha Nagar och delstaten Uttar Pradesh, i den norra delen av landet, 70 km sydost om huvudstaden New Delhi. Jewar ligger 200 meter över havet och antalet invånare är 29 316.
Terrängen runt Jewar är mycket platt. Runt Jewar är det tätbefolkat, med 591 invånare per kvadratkilometer. Jewar är det största samhället i trakten. Trakten runt Jewar består till största delen av jordbruksmark.